# Leptophobia pinara
Leptophobia pinara is een vlindersoort uit de familie van de Pieridae (witjes), onderfamilie Pierinae.
Leptophobia pinara werd in 1865 beschreven door C. & R. Felder.